# Osiedle Książąt Pomorskich
Osiedle Książąt Pomorskich – jedno z największych spółdzielczych osiedli mieszkaniowych Szczecina

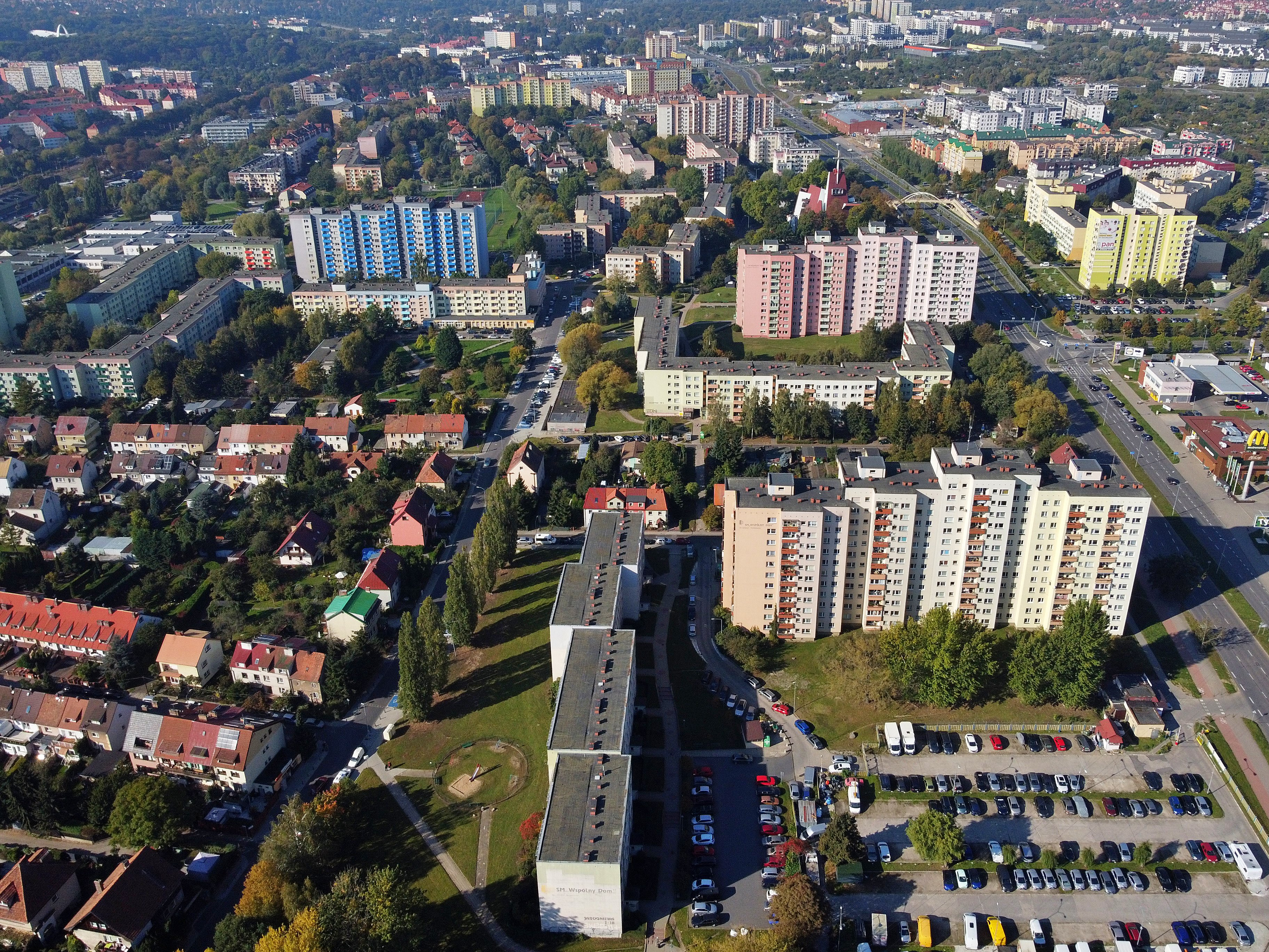
Osiedle Książąt Pomorskich (2021)

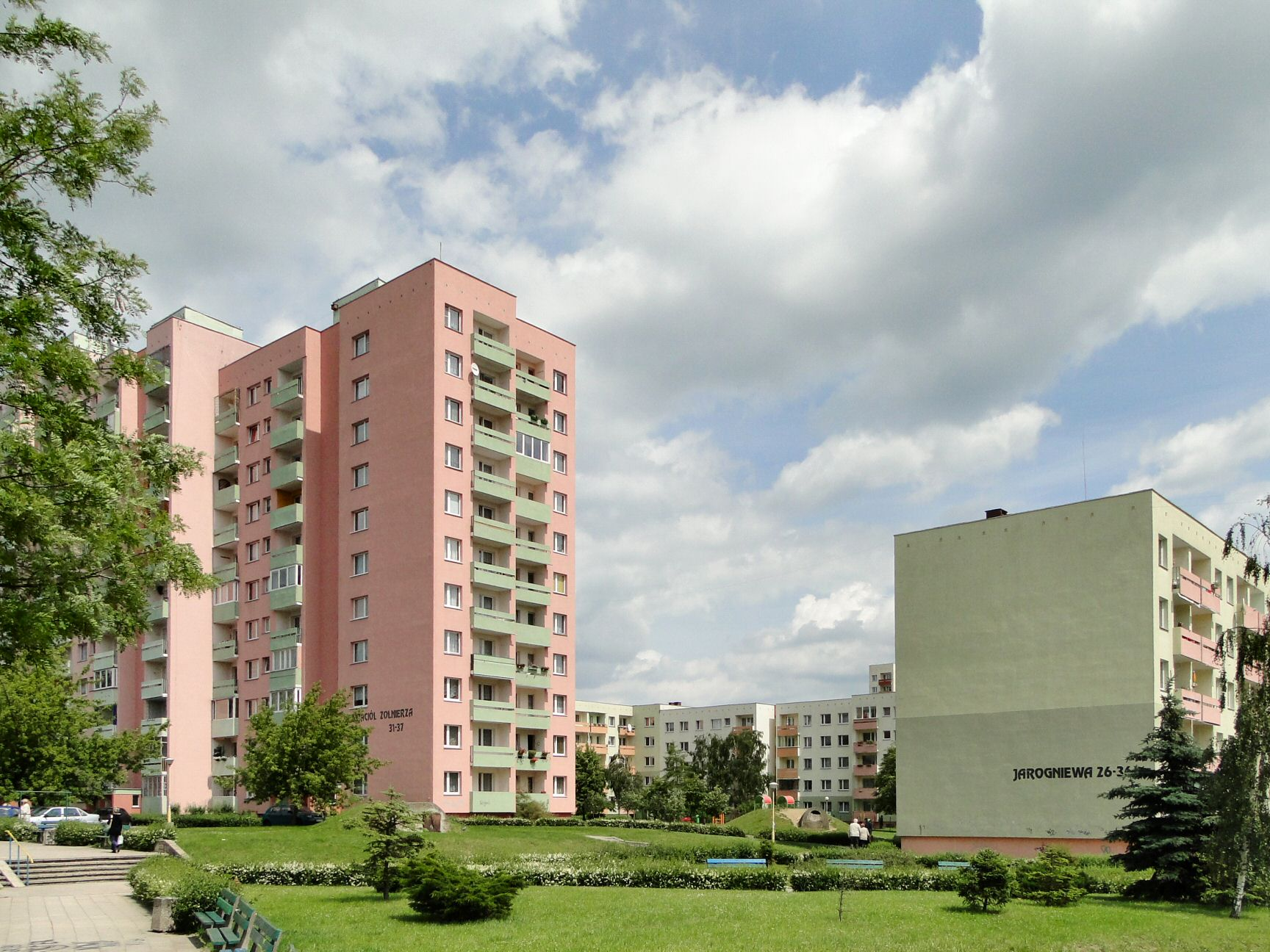
Osiedle Książąt Pomorskich (2009)

Budowę osiedla rozpoczęto w połowie lat 70. XX wieku wg projektu Walentego Zaborowskiego z zespołem. Zajmuje płn.-wsch. część Niebuszewa na zróżnicowanym obszarze pod względem wysokości. Zaplanowano je w rejonie ulic Wilczej, Myśliwskiej, Warcisława I, Łuczniczej i Przyjaciół Żołnierza. W miarę budowania nowych bloków mieszkalnych tworzono nowe ulice: Księżnej Anastazji, Księżnej Zofii, Jarogniewa, Świętoborzyców, Sosnową, Tarczową, Księżnej Elżbiety. Osiedle zajmuje obszar 25,8 ha i należy do największych osiedli mieszkaniowych Szczecina. Znajduje się tu 37 budynków mieszkalnych, w tym 29 bloków 4-piętrowych oraz 8 wieżowców o łącznej liczbie 3591 mieszkań, w których mieszka 6,6 tys. osób. Osiedlem administruje Spółdzielnia Mieszkaniowa „Wspólny Dom”.

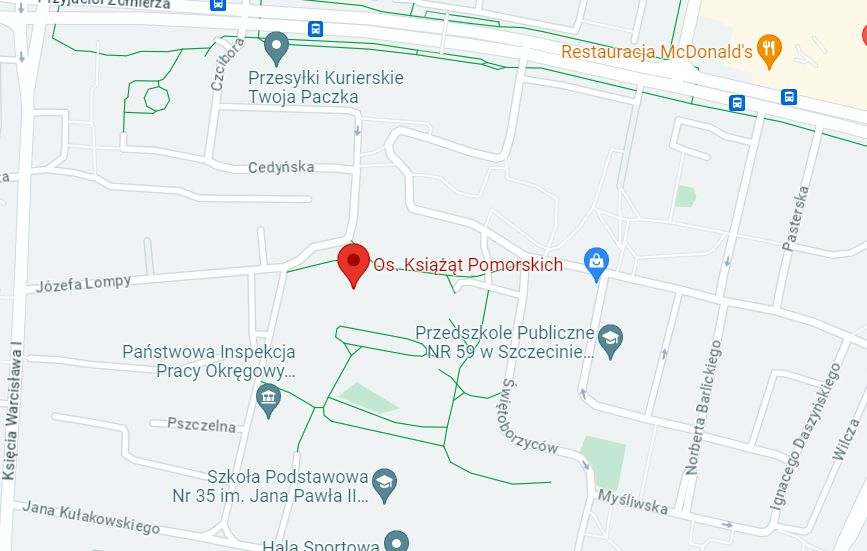
Osiedle Książąt Pomorskich

W 1988 oddano do użytku duży wówczas sklep samoobsługowy i nieistniejącą już restauracją „Słowiańską”. Na osiedlu znajduje się Szkoła Podstawowa nr 35 im. Jana Pawła II, kościół Miłosierdzia Bożego, Przedszkole Publiczne nr 59 Mały Książę, a także Okręgowy Inspektorat Pracy w Szczecinie Państwowej Inspekcji Pracy przy ul. Pszczelnej.